# Багатофункціональний катер типу «Кайра-150»
Багатофункціональний катер типу «Кайра-150» (шифр «Кайра») — розроблений миколаївським державним підприємством «Дослідно-проєктний центр кораблебудування» (ДП «ДПЦК»). Вперше представлений на Міжнародній виставці «Зброя та Безпека 2019».
«Кайра-150» є багатоцільовою уніфікованою платформою. Надалі на його базі може бути розроблено ціле сімейство катерів від бойових версій до версій подвійного призначення.
На її базі передбачається створення перспективного українського протимінного корабля в рамках програми «Бурштин».
Підприємство провадило роботи за власний кошт в ініціативному порядку. Було проаналізовано більшість проєктів іноземних кораблів цього класу та оцінено їхні тактико-технічні характеристики та технічні рішення, використані у них.
Також досліджувалася можлива міра кооперації з підприємствами українського оборонно-промислового комплексу для будівництва цього проєкту.
У програмі "Техніка війни" на 24 каналі прозвучала орієнтовна вартість 5-6 млн доларів США.
| Характеристика  | Значення                |
| --------------- | ----------------------- |
| Водотоннажність | 155 тонн                |
| Довжина         | 38 метрів               |
| Ширина          | 7 метрів                |
| Осадка          | 2 метра                 |
| Швидкість       | 18-27 вузлів            |
| Дальність ходу  | 1000 миль               |
| Екіпаж          | 15 осіб (+6)            |
| Автономність    | 5 діб                   |
| Озброєння       | в залежності від версії |

## Тактико-технічні характеристики
- Водотоннажність - 155 тонн
- Довжина - 38 метрів
- Ширина - 7 метрів
- Осадка - 2 метри
- Швидкість - від 18 до 27 вузлів (в залежності від ЕУ)
- Дальність плавання - 1000 миль
- Екіпаж - 15 осіб (можливість додатково взяти на борт до 6 осіб)
- Автономність - 5 діб
- Озброєння - 30-мм бойовий модуль (можливість встановлення ЗРК типу “Арбалет” та двох кулеметів) та в залежності від версії платформи